# R136a3
R136a3 eller RMC 136a3, är en ensam stjärna och en Wolf-Rayet-stjärna belägen i Stora magellanska molnet (LMC) i södra delen av stjärnbilden Svärdfisken. Den ligger i R136, den centrala koncentrationen av stjärnor i den stora öppna stjärnhopen NGC 2070 i Tarantelnebulosan (30 Doradus). Den har en skenbar magnitud av ca 12,97 och kräver ett kraftfullt teleskop för att kunna observeras. Den beräknas befinna sig på ett avstånd av ca 163 000 ljusår (ca 50 000 parsec).

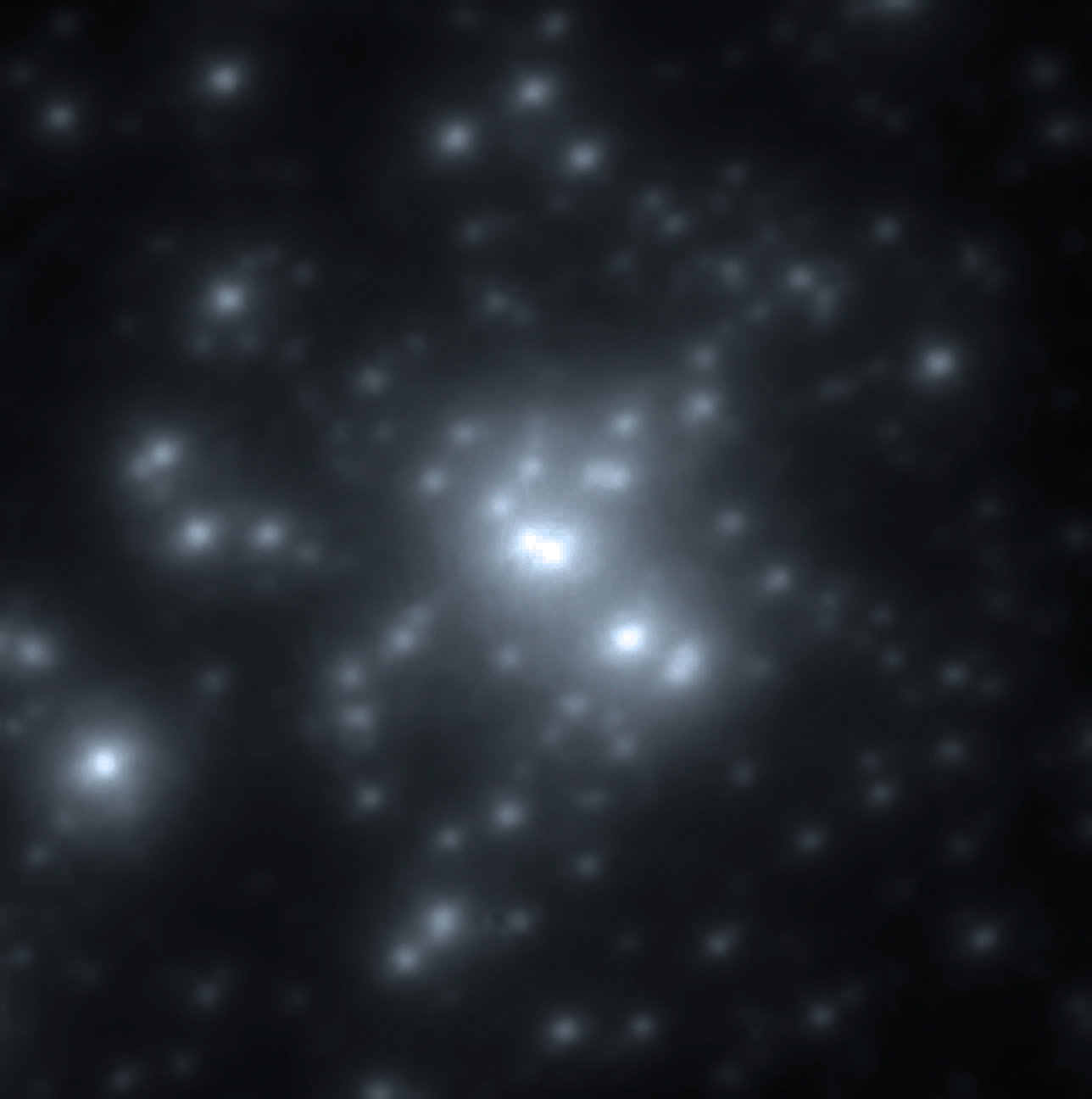
En nära-infraröd bild av R136- hopen. R136a3 är den ljusa stjärnan nere till höger om centrum. Foto: ESO/VLT

## Observation
Det formella namnet på stjärnan är RMC 136a3, vilket står för Radcliffe observatory, Magellanic Clouds, 136a3. RMC-undersökningen identifierade lysande objekt i Stora magellanska molnet och ett av de ljusaste var RMC 136. Detta förkortas nu vanligtvis till R136, som nu är känt för att vara en mycket ung tät öppen stjärnhop i kärnan av NGC 2070-hopen. R136 upplöstes så småningom och den ljusaste "stjärnan" i mitten kallades R136a. Denna upplöstes ytterligare i flera komponenter, varav en är R136a3.
Även om R136a3 har en Wolf-Rayet-spektraltyp som domineras av intensiva emissionslinjer av helium och kväve, vilket vanligtvis anger en högt utvecklad stjärna som har förlorat dess yttre lager, är R136a3 en mycket ung stjärna. Spektrumet har också vätelinjer och analys visar att stjärnan fortfarande består av 40 procent väte vid ytan. Helium och kväve i atmosfären hos en så ung stjärna orsakas av stark konvektion på grund av den massiva kärnan och intensiva CNO-cykelfusion, förstärkt ytterligare genom rotationsblandning. Emissionslinjerna i spektrumet anger kraftig massförlust orsakad av fusionsprodukterna vid ytan och den mycket stora ljusstyrkan.